# Lepthyphantes tenerrimus
Lepthyphantes tenerrimus là một loài nhện trong họ Linyphiidae.
Loài này thuộc chi Lepthyphantes. Lepthyphantes tenerrimus được Eugène Simon miêu tả năm 1929.